# Mariakapel (Nederweert)
De Mariakapel is een kapel in Nederweert in de Nederlandse gemeente Nederweert. De kapel staat aan de Booldersdijk bij nummer 7 ten noordoosten van de plaats in het buitengebied.
De kapel is gewijd aan de heilige Maria, specifiek aan Koningin van de Vrede.

## Geschiedenis
In 1940 had pastoor het voornemen om ter ere van Onze-Lieve-Vrouw van Lourdes een kapel op te richten wanneer men gespaard zou blijven van oorlogsgeweld. In de Tweede Wereldoorlog werd Nederweert niet van het oorlogsgeweld gevrijwaard, maar na de oorlog bouwde men toch als snel de kapel.

## Gebouw
De bakstenen kapel is opgetrokken op een rechthoekig plattegrond en wordt gedekt door een zadeldak met leien. De achtergevel en frontgevel zijn een puntgevel met verbrede aanzet, waarbij in de frontgevel met oranje bakstenen in reliëf een kruis gemetseld is. De voet van dit kruis vormt de sluitsteen van de spitsboogvormige toegang van de kapel die afgesloten wordt met een spijlenhek.
Van binnen is de kapel wit gestuukt behalve het spitsboogvormige gewelf dat in baksteen uitgevoerd is. In de achterwand is een spitsboogvormige nis aangebracht. In de nis bevindt zich een Mariabeeldje dat de heilige toont met op haar rechterarm het kindje Jezus.